# Конет сир Локе
Конет сир Локе (фр. Caunette-sur-Lauquet) је насељено место у Француској у региону Лангдок-Русијон, у департману Од.
По подацима из 2011. године у општини је живело 7 становника, а густина насељености је износила 1,41 становника/km².

## Демографија
| 1962. | 1968. | 1975. | 1982. | 1990. | 2011. |
| ----- | ----- | ----- | ----- | ----- | ----- |
| 11    | 12    | 12    | 7     | 0     | 7     |